# Andalusia Township
Die Andalusia Township ist eine von 18 Townships im Rock Island County im Nordwesten des US-amerikanischen Bundesstaates Illinois. Im Jahr 2010 hatte die Andalusia Township 2299 Einwohner.

## Geografie
Die Andalusia Township liegt im Nordwesten von Illinois, am linken Ufer des Mississippi, der die Grenze zu Iowa bildet. Die Grenze zu Wisconsin verläuft rund 140 km nördlich, die zu Missouri rund 170 südwestlich.
Die Andalusia Township liegt auf 41°26′11″ nördlicher Breite und 90°43′16″ westlicher Länge und erstreckt sich über 40,4 km², die sich auf 33,2 km² Land- und 7,25 km² Wasserfläche verteilen.
Die Andalusia Township liegt im westlichen Zentrum des Rock Island County und grenzt getrennt durch den Mississippi im Norden an das Muscatine und das Scott County. Innerhalb des Rock Island County grenzt die Andalusia Township im Osten an die Blackhawk Township, im Südosten an die Bowling Township, im Süden an die Edgington Township und im Westen an die Buffalo Prairie Township.

## Verkehr
Entlang des Mississippi verläuft die Illinois State Route 92 in West-Ost-Richtung durch die Andalusia Township. Alle weiteren Straßen sind County Roads oder weiter untergeordnete und zum Teil unbefestigte Fahrwege.
Der Quad City International Airport liegt 20 km östlich der Andalusia Township.

## Demografische Daten
Nach der Volkszählung im Jahr 2010 lebten in der Andalusia Township 2299 Menschen in 899 Haushalten. Die Bevölkerungsdichte betrug 69,4 Einwohner pro Quadratkilometer. In den 899 Haushalten lebten statistisch je 2,56 Personen.
Ethnisch betrachtet setzte sich die Bevölkerung zusammen aus 97,3 Prozent Weißen, 1,0 Prozent Afroamerikanern, 0,2 Prozent amerikanischen Ureinwohnern, 0,5 Prozent Asiaten sowie 0,4 Prozent aus anderen ethnischen Gruppen; 0,7 Prozent stammten von zwei oder mehr Ethnien ab. Unabhängig von der ethnischen Zugehörigkeit waren 2,2 Prozent der Bevölkerung spanischer oder lateinamerikanischer Abstammung.
22,3 Prozent der Bevölkerung waren unter 18 Jahre alt, 62,7 Prozent waren zwischen 18 und 64 und 15,0 Prozent waren 65 Jahre oder älter. 49,2 Prozent der Bevölkerung war weiblich.
Das mittlere jährliche Einkommen eines Haushalts lag bei 57.188 USD. Das Pro-Kopf-Einkommen betrug 28.804 USD. 3,9 Prozent der Einwohner lebten unterhalb der Armutsgrenze.

## Orte
Neben Streubesiedlung leben die meisten Bewohner der Andalusia Township in Andalusia (mit dem Status „Village“).